# Президентские выборы в Болгарии (1992)
Первые прямые президентские выборы в Болгарии проходили в два тура 12 и 19 января 1992 года. На выборах победу во втором туре одержал действующий президент поддержанный Союзом демократических сил Желю Желев, за которого проголосовало 52,8 % избирателей. Явка во втором туре составила 75,9 %. До первых прямых выборов Желев был избран президентом Великим народным собранием Болгарии в 1990 году.

## Результаты
Результаты президентских выборов в Болгарии 1992 года:
| Кандидат                           | Партия                             | 1 тур     | 1 тур | 2 тур     | 2 тур |
| Кандидат                           | Партия                             | Голоса    | %     | Голоса    | %     |
| ---------------------------------- | ---------------------------------- | --------- | ----- | --------- | ----- |
| Желю Желев                         | Союз демократических сил           | 2 261 913 | 44,4  | 2 738 436 | 52,8  |
| Велко Велканов§                    | Социалисты                         | 1 546 843 | 30,4  | 2 443 435 | 47,2  |
| Георгий Ганчев                     | Болгарский бизнес-блок             | 853 044   | 16,8  |           |       |
| Благовест Сендов                   | Независимый                        | 113 897   | 2,2   |           |       |
| Прочие кандидаты                   | Прочие кандидаты                   | 315 482   | 6,2   |           |       |
| Недействительных/пустых бюллетеней | Недействительных/пустых бюллетеней | 48 712    | -     | 24 382    | -     |
| Всего                              | Всего                              | 5 139 891 | 100   | 5 206 253 | 100   |
| Источник: Nohlen & Stöver          |                                    |           |       |           |       |

§ Поддерживался Социалистической партией.